# Mozambique (musique)
Le Mozambique est un genre musical cubain dansant créé dans les années 1960 par Pedro Izquierdo, surnommé Pello el Afrokán, cousin de Mongo Santamaría.
Pello el Afrokán lui a donné le nom de Mozambique. Bien que le rythme partage de nombreuses caractéristiques avec les traditions musicales d'Afrique subsaharienne, il n'a rien à voir avec la musique de la nation africaine du Mozambique. Le Mozambique cubain comporte des tambours de conga, des bombos (des grosses caisses), des cloches de vache et des trombones. Le Mozambique est une musique de carnaval jouée à l'origine seulement par des percussions. Elle fut présentée en 1963 dans l'émission de télévision Ritmos de la Juventud.
Dans sa forme chorégraphique (créée par  Pello el Afrokán lui-même), le Mozambique se danse de la manière suivante : les genoux sont fléchis et le corps est abaissé, en même temps un pied est avancé ; Ce mouvement s'achève par le retrait du pied, tandis que le corps revient à sa position normale. Cette performance est réalisée à partir du battement bas du tambour, avec la grosse caisse.  Cette musique se fait connaitre jusqu'à l’Olympia de Paris (1965), le Carnegie Hall (1979) et d’autres salles de spectacles de Manhattan,. La discographie originale de Pello El Afrokán enregistre sept disques vinyles complets, tous enregistrés sous les labels cubains Egrem et Areíto.
Parmi ses pièces les plus populaires figurent : Ileana quiere chocolate, Mozambique, Nace en Cuba el Mozambique, Quiéreme como te quiero, Jacinto y Pepe, Y yo qué voy a hacer, Mozambique Internacional, María Caracoles, Camina como cómico et Teresa. La chanson María Caracoles, composée par Pedro Izquierdo et Pío Leiva, obtient beaucoup de succès. Eddie Palmieri l'a popularisée pour la salsa nord-américaine en la jouant dans ses ensembles. Carlos Santana, roi du latin rock, l’enregistre avec orgue, batterie et guitare électrique.